# Etta James
Etta James (Los Angeles, Kalifornija, 25. siječnja 1938. – Riverside, Kalifornija, 20. siječnja 2012.), bila je cijenjena američka blues pjevačica, koja će ostati upamćena po interpretacijama pjesama "At Last", "All I Could Do Was Cry" i "Tell Mama".

## Životopis
Ettu je njena majka Dorothy Hawkins (siromašna prostitutka) rodila sa 14 godina, oca nije upoznala, sve do duboke starosti, tako da su ju odgajali susjedi, te se i ona se vrlo rano odvojila od majke. Njen pjevački dar otkrio je glazbenik i lovac na talente Johnny Otis, pa je svoju ploču Roll With Me Henry snimila 1954. s 15 godina.
Od 1960. radi s diskografskom kućom Chess Records, s kojom je snimila svoje najveće uspjehe (At Last je snimila 1961.). Ploča nikad nije doživjela neki veći komercijalni uspjeh, ali su svi cijenili njen melankolični glas. Tada su počeli i njeni problemi s uzimanjem heroina (od kojeg se nikad nije potpuno odvikla). S Chess Recordsom se razišla 1978.
Nakon toga je nastavila nastupati, ali je postupno pala u zaborav, sve do 1987. kad je zajedno s Chuckom Berryjem snimila njegov "Rock & Roll Music", u njegovu dokumentarcu Hail! Hail! Rock 'n' Roll. Od tada pa sve do smrti Etta je imala status pjevačke veličine, te je dobila šest Grammyja i svoju zvijezdu na holivudskoj stazi slavnih.Godine 1993. primljena je u Rock and Roll kuću slavnih.
Umrla je od akutne leukemije u Los Angelesu, u bolnici Parkview.
Pojavljuje kao jedan od naslovnih likova u filmu Cadillac Records iz 2008., u kojem ju je glumila Beyoncé.

## Studijski albumi
- At Last! (1960.)
- The Second Time Around (1961.)
- Etta James (1962.)
- Etta James Sings for Lovers (1962.)
- Etta James Top Ten (1963.)
- The Queen of Soul (1965.)
- Call My Name (1966.)
- Tell Mama (1968.)
- Etta James Sings Funk (1970.)
- Losers Weepers (1971.)
- Etta James (1973.)
- Come a Little Closer (1974.)
- Etta Is Betta Than Evvah! (1976.)
- Deep in the Night (1978.)
- Changes (1980.)
- Seven Year Itch (1988.)
- Stickin' to My Guns (1990.)
- The Right Time (1992.)
- Mystery Lady: Songs of Billie Holiday (1994.)
- Time After Time (1995.)
- Love's Been Rough on Me (1997.)
- Life, Love & the Blues (1998.)
- Heart of a Woman (1999.)
- Matriarch of the Blues (2000.)
- Blue Gardenia (2001.)
- Let's Roll (2003.)
- Blues to the Bone (2004.)
- All the Way (2006.)
- The Dreamer (2011.)

## Vanjske poveznice
- Etta James, blues icon, dies aged 73